# جايديب سينغ
جايديب سينغ (مواليد 12 أغسطس 1987) هو مُقاتل فنون قتالية مختلطة هندي.

## وصلات خارجية
- جايديب سينغ على موقع شيردوغ (الإنجليزية)
- جايديب سينغ على موقع Tapology.com (الإنجليزية)